# Freestyle-Skiing-Weltcup 2019/20
Der Freestyle-Skiing-Weltcup 2019/20 war eine von der FIS organisierte Wettkampfserie mit Wettbewerbe in den Disziplinen Aerials, Moguls, Dual Moguls, Skicross, Halfpipe, Slopestyle und Big Air. Sie begann am 6. September 2019 in Cardrona und hätte am 21. März 2020 in Silvaplana enden sollen, musste aber wegen der COVID-19-Pandemie vorzeitig abgebrochen werden.

## Männer

### Weltcupwertungen
| Rang | Name             | Punkte |
| ---- | ---------------- | ------ |
| 01   | Mikaël Kingsbury | 94,00  |
| 02   | Noah Bowman      | 73,00  |
| 03   | Aaron Blunck     | 72,00  |
| 04   | Kevin Drury      | 69,82  |
| 05   | Ikuma Horishima  | 63,90  |
| 06   | Birk Ruud        | 62,00  |
| 07   | Birk Irving      | 62,00  |
| 08   | Noé Roth         | 55,14  |
| 09   | Benjamin Cavet   | 53,10  |
| 10   | Andri Ragettli   | 53,00  |

| Rang | Name               | Punkte |
| ---- | ------------------ | ------ |
| 01   | Noé Roth           | 386    |
| 02   | Pawel Krotow       | 334    |
| 03   | Maxim Burow        | 323    |
| 04   | Pirmin Werner      | 284    |
| 05   | Lewis Irving       | 267    |
| 06   | Christopher Lillis | 225    |
| 07   | Qi Guangpu         | 222    |
| 08   | Jia Zongyang       | 213    |
| 09   | Maxim Huszik       | 204    |
| 10   | Justin Schoenefeld | 194    |

| Rang | Name             | Punkte |
| ---- | ---------------- | ------ |
| 01   | Mikaël Kingsbury | 940    |
| 02   | Ikuma Horishima  | 639    |
| 03   | Benjamin Cavet   | 531    |
| 04   | Dmitri Reicherd  | 362    |
| 05   | Matt Graham      | 331    |
| 06   | Laurent Dumais   | 299    |
| 07   | Walter Wallberg  | 284    |
| 08   | Sacha Theocharis | 271    |
| 09   | Oskar Elofsson   | 249    |
| 10   | Felix Elofsson   | 236    |

| Rang | Name              | Punkte |
| ---- | ----------------- | ------ |
| 01   | Kevin Drury       | 768    |
| 02   | Ryan Regez        | 454    |
| 03   | Brady Leman       | 428    |
| 04   | Bastien Midol     | 406    |
| 05   | Florian Wilmsmann | 342    |
| 06   | Kristofor Mahler  | 336    |
| 07   | Joos Berry        | 279    |
| 08   | Daniel Bohnacker  | 273    |
| 09   | François Place    | 262    |
| 10   | Jonathan Midol    | 259    |

| Rang | Name           | Punkte |
| ---- | -------------- | ------ |
| 01   | Aaron Blunck   | 340    |
| 02   | Noah Bowman    | 320    |
| 03   | Birk Irving    | 260    |
| 04   | Brendan Mackay | 215    |
| 05   | Lyman Currier  | 178    |
| 06   | Taylor Seaton  | 166    |
| 07   | David Wise     | 156    |
| 08   | Jaxin Hoerter  | 145    |
| 09   | Hunter Hess    | 117    |
| 10   | Gus Kenworthy  | 100    |

| Rang | Name                    | Punkte |
| ---- | ----------------------- | ------ |
| 01   | Andri Ragettli          | 265    |
| 02   | Colby Stevenson         | 220    |
| 03   | Fabian Bösch            | 199    |
| 04   | Birk Ruud               | 158    |
| 05   | Mark Hendrickson        | 146    |
| 06   | Etienne Geoffroy Gagnon | 128    |
| 07   | Deven Fagan             | 116    |
| 08   | Jesper Tjäder           | 112    |
| 09   | Cody Laplante           | 112    |
| 10   | Nick Goepper            | 100    |

| Rang | Name             | Punkte |
| ---- | ---------------- | ------ |
| 01   | Birk Ruud        | 310    |
| 02   | Alexander Hall   | 240    |
| 03   | Antoine Adelisse | 188    |
| 04   | Teal Harle       | 185    |
| 05   | Elias Syrjä      | 144    |
| 06   | Andri Ragettli   | 134    |
| 07   | Jesper Tjäder    | 125    |
| 08   | Ulrik Samnøy     | 100    |
| 09   | Henrik Harlaut   | 090    |
| 10   | Lukas Müllauer   | 090    |

### Wettbewerbe

#### Aerials
| Datum             | Ort                   | 1. Platz            | 2. Platz            | 3. Platz            |
| ----------------- | --------------------- | ------------------- | ------------------- | ------------------- |
| 21. Dezember 2019 | Shimao Lotus Mountain | Qi Guangpu          | Jia Zongyang        | Noé Roth            |
| 22. Dezember 2019 | Shimao Lotus Mountain | Qi Guangpu          | Maxim Burow         | Jia Zongyang        |
| 7. Februar 2020   | Deer Valley           | Maxim Burow         | Noé Roth            | Ilja Burow          |
| 15. Februar 2020  | Moskau                | Pawel Krotow        | Noé Roth            | Pawel Dik           |
| 15. Februar 2020  | Tiflis                | Wettkampf abgesagt. | Wettkampf abgesagt. | Wettkampf abgesagt. |
| 22. Februar 2020  | Minsk                 | Justin Schoenefeld  | Lewis Irving        | Christopher Lillis  |
| 28. Februar 2020  | Almaty                | Christopher Lillis  | Pirmin Werner       | Pawel Dik           |
| 8. März 2020      | Krasnojarsk           | Noé Roth            | Pawel Krotow        | Lewis Irving        |

#### Moguls
| Datum             | Ort            | Disziplin   | 1. Platz                                        | 2. Platz                                        | 3. Platz                                        |
| ----------------- | -------------- | ----------- | ----------------------------------------------- | ----------------------------------------------- | ----------------------------------------------- |
| 7. Dezember 2019  | Ruka           | Moguls      | Mikaël Kingsbury                                | Ikuma Horishima                                 | Walter Wallberg                                 |
| 14. Dezember 2019 | Thaiwoo        | Moguls      | Ikuma Horishima                                 | Mikaël Kingsbury                                | Benjamin Cavet                                  |
| 15. Dezember 2019 | Thaiwoo        | Dual Moguls | Mikaël Kingsbury                                | Benjamin Cavet                                  | Ikuma Horishima                                 |
| 25. Januar 2020   | Mont-Tremblant | Moguls      | Mikaël Kingsbury                                | Ikuma Horishima                                 | Benjamin Cavet                                  |
| 1. Februar 2020   | Calgary        | Moguls      | Mikaël Kingsbury                                | Walter Wallberg                                 | Dmitri Reicherd                                 |
| 6. Februar 2020   | Deer Valley    | Moguls      | Ikuma Horishima                                 | Mikaël Kingsbury                                | Felix Elofsson                                  |
| 8. Februar 2020   | Deer Valley    | Dual Moguls | Mikaël Kingsbury                                | Benjamin Cavet                                  | Walter Wallberg                                 |
| 22. Februar 2020  | Tazawako       | Moguls      | Mikaël Kingsbury                                | Dmitri Reicherd                                 | Laurent Dumais                                  |
| 23. Februar 2020  | Tazawako       | Dual Moguls | Wettkampf wegen schlechten Wetters abgesagt.    | Wettkampf wegen schlechten Wetters abgesagt.    | Wettkampf wegen schlechten Wetters abgesagt.    |
| 1. März 2020      | Almaty         | Dual Moguls | Ikuma Horishima                                 | Mikaël Kingsbury                                | Laurent Dumais                                  |
| 7. März 2020      | Krasnojarsk    | Moguls      | Mikaël Kingsbury                                | Thomas Gerken Schofield                         | Bradley Wilson                                  |
| 14. März 2020     | Idre           | Moguls      | Wettkampf wegen der COVID-19-Pandemie abgesagt. | Wettkampf wegen der COVID-19-Pandemie abgesagt. | Wettkampf wegen der COVID-19-Pandemie abgesagt. |
| 15. März 2020     | Idre           | Dual Moguls | Wettkampf wegen der COVID-19-Pandemie abgesagt. | Wettkampf wegen der COVID-19-Pandemie abgesagt. | Wettkampf wegen der COVID-19-Pandemie abgesagt. |

#### Skicross
| Datum             | Ort           | 1. Platz                                        | 2. Platz                                        | 3. Platz                                        |
| ----------------- | ------------- | ----------------------------------------------- | ----------------------------------------------- | ----------------------------------------------- |
| 6. Dezember 2019  | Val Thorens   | Kevin Drury                                     | Youri Duplessis Kergomard                       | Ryan Regez                                      |
| 7. Dezember 2019  | Val Thorens   | Kristofor Mahler                                | Bastien Midol                                   | Jean-Frédéric Chapuis                           |
| 14. Dezember 2019 | Montafon      | Ryan Regez                                      | Kristofor Mahler                                | Brady Leman                                     |
| 17. Dezember 2019 | Arosa         | Kevin Drury                                     | Viktor Andersson                                | Alex Fiva                                       |
| 21. Dezember 2019 | Innichen      | Kevin Drury                                     | Florian Wilmsmann                               | Jonathan Midol                                  |
| 22. Dezember 2019 | Innichen      | Joos Berry                                      | Bastien Midol                                   | Jonas Lenherr                                   |
| 18. Januar 2020   | Nakiska       | Reece Howden                                    | Kevin Drury                                     | Daniel Bohnacker                                |
| 25. Januar 2020   | Idre          | Ryan Regez                                      | Brady Leman                                     | François Place                                  |
| 26. Januar 2020   | Idre          | Daniel Bohnacker                                | Kevin Drury                                     | Ryan Regez                                      |
| 1. Februar 2020   | Megève        | Kevin Drury                                     | Bastien Midol                                   | Tim Hronek                                      |
| 8. Februar 2020   | Feldberg      | Wettkampf wegen Schneemangels abgesagt.         | Wettkampf wegen Schneemangels abgesagt.         | Wettkampf wegen Schneemangels abgesagt.         |
| 9. Februar 2020   | Feldberg      | Wettkampf wegen Schneemangels abgesagt.         | Wettkampf wegen Schneemangels abgesagt.         | Wettkampf wegen Schneemangels abgesagt.         |
| 23. Februar 2020  | Sunny Valley  | Marc Bischofberger                              | Kevin Drury                                     | Arnaud Bovolenta                                |
| 1. März 2020      | Secret Garden | Wettkampf wegen der COVID-19-Pandemie abgesagt. | Wettkampf wegen der COVID-19-Pandemie abgesagt. | Wettkampf wegen der COVID-19-Pandemie abgesagt. |
| 14. März 2020     | Veysonnaz     | Wettkampf wegen der COVID-19-Pandemie abgesagt. | Wettkampf wegen der COVID-19-Pandemie abgesagt. | Wettkampf wegen der COVID-19-Pandemie abgesagt. |

#### Halfpipe
| Datum             | Ort              | 1. Platz      | 2. Platz       | 3. Platz      |
| ----------------- | ---------------- | ------------- | -------------- | ------------- |
| 7. September 2019 | Cardrona         | Birk Irving   | Noah Bowman    | Aaron Blunck  |
| 13. Dezember 2019 | Copper Mountain  | Aaron Blunck  | David Wise     | Noah Bowman   |
| 21. Dezember 2019 | Secret Garden    | Noah Bowman   | Aaron Blunck   | Lyman Currier |
| 1. Februar 2020   | Mammoth Mountain | Aaron Blunck  | Noah Bowman    | Lyman Currier |
| 14. Februar 2020  | Calgary          | Gus Kenworthy | Brendan Mackay | Birk Irving   |

#### Slopestyle
| Datum             | Ort              | 1. Platz                                        | 2. Platz                                        | 3. Platz                                        |
| ----------------- | ---------------- | ----------------------------------------------- | ----------------------------------------------- | ----------------------------------------------- |
| 23. November 2019 | Stubai           | Wettbewerb wegen schlechten Wetters abgesagt.   | Wettbewerb wegen schlechten Wetters abgesagt.   | Wettbewerb wegen schlechten Wetters abgesagt.   |
| 11. Januar 2020   | Font Romeu       | Mark Hendrickson                                | Jesper Tjäder                                   | Cody Laplante                                   |
| 18. Januar 2020   | Seiser Alm       | Birk Ruud                                       | Fabian Bösch                                    | Colby Stevenson                                 |
| 31. Januar 2020   | Mammoth Mountain | Andri Ragettli                                  | Colby Stevenson                                 | Deven Fagan                                     |
| 15. Februar 2020  | Calgary          | Andri Ragettli                                  | Colby Stevenson                                 | Nick Goepper                                    |
| 21. März 2020     | Silvaplana       | Wettkampf wegen der COVID-19-Pandemie abgesagt. | Wettkampf wegen der COVID-19-Pandemie abgesagt. | Wettkampf wegen der COVID-19-Pandemie abgesagt. |

#### Big Air
| Datum             | Ort     | 1. Platz         | 2. Platz         | 3. Platz       |
| ----------------- | ------- | ---------------- | ---------------- | -------------- |
| 3. November 2019  | Modena  | Alexander Hall   | Birk Ruud        | Andri Ragettli |
| 14. Dezember 2019 | Peking  | Birk Ruud        | Teal Harle       | Jesper Tjäder  |
| 21. Dezember 2019 | Atlanta | Alexander Hall   | Antoine Adelisse | Teal Harle     |
| 29. Februar 2020  | Deštné  | Antoine Adelisse | Birk Ruud        | Ulrik Samnøy   |

## Frauen

### Weltcupwertungen
| Rang | Name              | Punkte |
| ---- | ----------------- | ------ |
| 01   | Perrine Laffont   | 89,60  |
| 02   | Sandra Näslund    | 77,73  |
| 03   | Fanny Smith       | 72,36  |
| 04   | Walerija Demidowa | 69,00  |
| 05   | Laura Peel        | 67,00  |
| 06   | Marielle Thompson | 64,45  |
| 07   | Jakara Anthony    | 56,40  |
| 08   | Rachael Karker    | 56,00  |
| 09   | Zhang Kexin       | 54,40  |
| 10   | Xu Mengtao        | 50,14  |

| Rang | Name                     | Punkte |
| ---- | ------------------------ | ------ |
| 01   | Laura Peel               | 469    |
| 02   | Xu Mengtao               | 351    |
| 03   | Aljaksandra Ramanouskaja | 260    |
| 04   | Megan Nick               | 254    |
| 05   | Xu Sicun                 | 214    |
| 06   | Kong Fanyu               | 212    |
| 07   | Abbey Willcox            | 181    |
| 08   | Xu Nuo                   | 178    |
| 09   | Hanna Huskowa            | 173    |
| 10   | Winter Vinecki           | 168    |

| Rang | Name                    | Punkte |
| ---- | ----------------------- | ------ |
| 01   | Perrine Laffont         | 896    |
| 02   | Jakara Anthony          | 564    |
| 03   | Jaelin Kauf             | 470    |
| 04   | Justine Dufour-Lapointe | 460    |
| 05   | Hannah Soar             | 423    |
| 06   | Julija Galyschewa       | 375    |
| 07   | Anri Kawamura           | 344    |
| 08   | Kisara Sumiyoshi        | 306    |
| 09   | Anastassija Smirnowa    | 276    |
| 10   | Tess Johnson            | 274    |

| Rang | Name                     | Punkte |
| ---- | ------------------------ | ------ |
| 01   | Sandra Näslund           | 855    |
| 02   | Fanny Smith              | 796    |
| 03   | Marielle Thompson        | 709    |
| 04   | Marielle Berger Sabbatel | 503    |
| 05   | Alexandra Edebo          | 445    |
| 06   | Brittany Phelan          | 440    |
| 07   | Daniela Maier            | 360    |
| 08   | Katrin Ofner             | 310    |
| 09   | Sami Kennedy-Sim         | 300    |
| 10   | India Sherret            | 284    |

| Rang | Name              | Punkte |
| ---- | ----------------- | ------ |
| 01   | Walerija Demidowa | 300    |
| 02   | Rachael Karker    | 280    |
| 03   | Zhang Kexin       | 240    |
| 04   | Li Fanghui        | 205    |
| 05   | Eileen Gu         | 180    |
| 06   | Brita Sigourney   | 166    |
| 07   | Zoe Atkin         | 158    |
| 08   | Devin Logan       | 142    |
| 09   | Jang Yujin        | 133    |
| 10   | Abigale Hansen    | 123    |

| Rang | Name             | Punkte |
| ---- | ---------------- | ------ |
| 01   | Sarah Höfflin    | 192    |
| 02   | Marin Hamill     | 161    |
| 03   | Johanne Killi    | 154    |
| 04   | Mathilde Gremaud | 146    |
| 05   | Giulia Tanno     | 133    |
| 06   | Caroline Claire  | 122    |
| 07   | Sandra Eie       | 121    |
| 08   | Elena Gaskell    | 114    |
| 09   | Rell Hatwood     | 108    |
| 10   | Olivia Asselin   | 107    |

| Rang | Name             | Punkte |
| ---- | ---------------- | ------ |
| 01   | Giulia Tanno     | 240    |
| 02   | Mathilde Gremaud | 200    |
| 03   | Johanne Killi    | 195    |
| 04   | Megan Oldham     | 121    |
| 05   | Silvia Bertagna  | 115    |
| 06   | Dara Howell      | 100    |
| 07   | Margaux Hackett  | 100    |
| 08   | Lara Wolf        | 078    |
| 09   | Lou Barin        | 069    |
| 10   | Sarah Höfflin    | 065    |

### Wettbewerbe

#### Aerials
| Datum             | Ort                   | 1. Platz                 | 2. Platz                 | 3. Platz                |
| ----------------- | --------------------- | ------------------------ | ------------------------ | ----------------------- |
| 21. Dezember 2019 | Shimao Lotus Mountain | Xu Mengtao               | Aljaksandra Ramanouskaja | Laura Peel              |
| 22. Dezember 2019 | Shimao Lotus Mountain | Xu Mengtao               | Aljaksandra Ramanouskaja | Kong Fanyu              |
| 7. Februar 2020   | Deer Valley           | Aljaksandra Ramanouskaja | Megan Nick               | Abbey Willcox           |
| 15. Februar 2020  | Moskau                | Hanna Huskowa            | Laura Peel               | Sofja Alexejewa         |
| 15. Februar 2020  | Tiflis                | Wettkampf abgesagt.      | Wettkampf abgesagt.      | Wettkampf abgesagt.     |
| 22. Februar 2020  | Minsk                 | Laura Peel               | Xu Mengtao               | Xu Sicun                |
| 28. Februar 2020  | Almaty                | Nadija Mochnazka         | Megan Nick               | Schanbota Aldabergenowa |
| 8. März 2020      | Krasnojarsk           | Laura Peel               | Xu Sicun                 | Ashley Caldwell         |

#### Moguls
| Datum             | Ort            | Disziplin   | 1. Platz                                        | 2. Platz                                        | 3. Platz                                        |
| ----------------- | -------------- | ----------- | ----------------------------------------------- | ----------------------------------------------- | ----------------------------------------------- |
| 7. Dezember 2019  | Ruka           | Moguls      | Perrine Laffont                                 | Anri Kawamura                                   | Britteny Cox                                    |
| 14. Dezember 2019 | Thaiwoo        | Moguls      | Perrine Laffont                                 | Julija Galyschewa                               | Justine Dufour-Lapointe                         |
| 15. Dezember 2019 | Thaiwoo        | Dual Moguls | Perrine Laffont                                 | Jaelin Kauf                                     | Hannah Soar                                     |
| 25. Januar 2020   | Mont-Tremblant | Moguls      | Perrine Laffont                                 | Julija Galyschewa                               | Anastassija Smirnowa                            |
| 1. Februar 2020   | Calgary        | Moguls      | Perrine Laffont                                 | Julija Galyschewa                               | Justine Dufour-Lapointe                         |
| 6. Februar 2020   | Deer Valley    | Moguls      | Perrine Laffont                                 | Jakara Anthony                                  | Justine Dufour-Lapointe                         |
| 8. Februar 2020   | Deer Valley    | Dual Moguls | Justine Dufour-Lapointe                         | Hannah Soar                                     | Jaelin Kauf                                     |
| 22. Februar 2020  | Tazawako       | Moguls      | Perrine Laffont                                 | Junko Hoshino                                   | Jakara Anthony                                  |
| 23. Februar 2020  | Tazawako       | Dual Moguls | Wettkampf wegen schlechten Wetters abgesagt.    | Wettkampf wegen schlechten Wetters abgesagt.    | Wettkampf wegen schlechten Wetters abgesagt.    |
| 1. März 2020      | Almaty         | Dual Moguls | Jaelin Kauf                                     | Jakara Anthony                                  | Perrine Laffont                                 |
| 7. März 2020      | Krasnojarsk    | Moguls      | Perrine Laffont                                 | Jakara Anthony                                  | Jaelin Kauf                                     |
| 14. März 2020     | Idre           | Moguls      | Wettkampf wegen der COVID-19-Pandemie abgesagt. | Wettkampf wegen der COVID-19-Pandemie abgesagt. | Wettkampf wegen der COVID-19-Pandemie abgesagt. |
| 15. März 2020     | Idre           | Dual Moguls | Wettkampf wegen der COVID-19-Pandemie abgesagt. | Wettkampf wegen der COVID-19-Pandemie abgesagt. | Wettkampf wegen der COVID-19-Pandemie abgesagt. |

#### Skicross
| Datum             | Ort           | 1. Platz                                        | 2. Platz                                        | 3. Platz                                        |
| ----------------- | ------------- | ----------------------------------------------- | ----------------------------------------------- | ----------------------------------------------- |
| 6. Dezember 2019  | Val Thorens   | Sandra Näslund                                  | Courtney Hoffos                                 | India Sherret                                   |
| 7. Dezember 2019  | Val Thorens   | Fanny Smith                                     | Sandra Näslund                                  | Courtney Hoffos                                 |
| 14. Dezember 2019 | Montafon      | Marielle Thompson                               | Sandra Näslund                                  | Courtney Hoffos                                 |
| 17. Dezember 2019 | Arosa         | Marielle Thompson                               | Fanny Smith                                     | Sandra Näslund                                  |
| 21. Dezember 2019 | Innichen      | Marielle Berger Sabbatel                        | Sandra Näslund                                  | Brittany Phelan                                 |
| 22. Dezember 2019 | Innichen      | Fanny Smith                                     | Marielle Thompson                               | Daniela Maier                                   |
| 18. Januar 2020   | Nakiska       | Sandra Näslund                                  | Brittany Phelan                                 | Fanny Smith                                     |
| 25. Januar 2020   | Idre          | Fanny Smith                                     | Sandra Näslund                                  | Brittany Phelan                                 |
| 26. Januar 2020   | Idre          | Sandra Näslund                                  | Fanny Smith                                     | Marielle Thompson                               |
| 1. Februar 2020   | Megève        | Marielle Thompson                               | Sandra Näslund                                  | Alexandra Edebo                                 |
| 8. Februar 2020   | Feldberg      | Wettkampf wegen Schneemangels abgesagt.         | Wettkampf wegen Schneemangels abgesagt.         | Wettkampf wegen Schneemangels abgesagt.         |
| 9. Februar 2020   | Feldberg      | Wettkampf wegen Schneemangels abgesagt.         | Wettkampf wegen Schneemangels abgesagt.         | Wettkampf wegen Schneemangels abgesagt.         |
| 23. Februar 2020  | Sunny Valley  | Fanny Smith                                     | Marielle Berger Sabbatel                        | Daniela Maier                                   |
| 1. März 2020      | Secret Garden | Wettkampf wegen der COVID-19-Pandemie abgesagt. | Wettkampf wegen der COVID-19-Pandemie abgesagt. | Wettkampf wegen der COVID-19-Pandemie abgesagt. |
| 14. März 2020     | Veysonnaz     | Wettkampf wegen der COVID-19-Pandemie abgesagt. | Wettkampf wegen der COVID-19-Pandemie abgesagt. | Wettkampf wegen der COVID-19-Pandemie abgesagt. |

#### Halfpipe
| Datum             | Ort              | 1. Platz          | 2. Platz          | 3. Platz          |
| ----------------- | ---------------- | ----------------- | ----------------- | ----------------- |
| 7. September 2019 | Cardrona         | Zhang Kexin       | Eileen Gu         | Walerija Demidowa |
| 13. Dezember 2019 | Copper Mountain  | Zoe Atkin         | Brita Sigourney   | Rachael Karker    |
| 21. Dezember 2019 | Secret Garden    | Walerija Demidowa | Rachael Karker    | Li Fanghui        |
| 1. Februar 2020   | Mammoth Mountain | Cassie Sharpe     | Walerija Demidowa | Rachael Karker    |
| 14. Februar 2020  | Calgary          | Eileen Gu         | Rachael Karker    | Walerija Demidowa |

#### Slopestyle
| Datum             | Ort              | 1. Platz                                        | 2. Platz                                        | 3. Platz                                        |
| ----------------- | ---------------- | ----------------------------------------------- | ----------------------------------------------- | ----------------------------------------------- |
| 23. November 2019 | Stubai           | Wettbewerb wegen schlechten Wetters abgesagt.   | Wettbewerb wegen schlechten Wetters abgesagt.   | Wettbewerb wegen schlechten Wetters abgesagt.   |
| 11. Januar 2020   | Font Romeu       | Tess Ledeux                                     | Giulia Tanno                                    | Sarah Höfflin                                   |
| 18. Januar 2020   | Seiser Alm       | Caroline Claire                                 | Johanne Killi                                   | Elena Gaskell                                   |
| 31. Januar 2020   | Mammoth Mountain | Sarah Höfflin                                   | Isabel Atkin                                    | Maggie Voisin                                   |
| 15. Februar 2020  | Calgary          | Eileen Gu                                       | Mathilde Gremaud                                | Megan Oldham                                    |
| 21. März 2020     | Silvaplana       | Wettkampf wegen der COVID-19-Pandemie abgesagt. | Wettkampf wegen der COVID-19-Pandemie abgesagt. | Wettkampf wegen der COVID-19-Pandemie abgesagt. |

#### Big Air
| Datum             | Ort     | 1. Platz                                     | 2. Platz                                     | 3. Platz                                     |
| ----------------- | ------- | -------------------------------------------- | -------------------------------------------- | -------------------------------------------- |
| 3. November 2019  | Modena  | Mathilde Gremaud                             | Giulia Tanno                                 | Dara Howell                                  |
| 14. Dezember 2019 | Peking  | Johanne Killi                                | Giulia Tanno                                 | Silvia Bertagna                              |
| 21. Dezember 2019 | Atlanta | Mathilde Gremaud                             | Giulia Tanno                                 | Isabel Atkin                                 |
| 29. Februar 2020  | Deštné  | Wettkampf wegen schlechten Wetters abgesagt. | Wettkampf wegen schlechten Wetters abgesagt. | Wettkampf wegen schlechten Wetters abgesagt. |

## Mixed-Team

### Aerials
| Datum             | Austragungsort        | 1. Platz                                          | 2. Platz                                                 | 3. Platz                                                 |
| ----------------- | --------------------- | ------------------------------------------------- | -------------------------------------------------------- | -------------------------------------------------------- |
| 22. Dezember 2019 | Shimao Lotus Mountain | Russland Ljubow Nikitina Pawel Krotow Maxim Burow | Volksrepublik China 2 Kong Fanyu Yang Longxiao Sun Jiaxu | Volksrepublik China 1 Xu Mengtao Qi Guangpu Jia Zongyang |